# Línia 79 d'autobusos de Barcelona
La línia 79 va ser creada al 2001 i descontinuada el 25 de Maig 2025 amb la creació de la línia X3. Connectava Pl. Espanya amb Av. Carrilet. Va ser una línia convencional gestionada per TMB. En dies feiners, la freqüència era de entre 21 i 30 minuts. Aquesta línia va ser creada per substituir l'antigua EB.
La flota de busos solia ser de MAN Lion's City de 12 m tots els dies de la setmana. No comptaba amb busos articulats.

## Recorregut
A l'anada, el bus passa principalment per: Gran via, c/ Ciències, c/ Alumini, c/ Foc, c/ Pablo Iglesias, c/ Botànica, c/ Marina. A la tornada, passa per els mateixos carrers.

## Enllaç
Les línies amb les que es podien fer intercanvi eren:
V1 V3 V5 V7 H12 H16 D40 D20 46 52 65 13 23 91 150 109 X2
L70 X70 L72 L80 L86 L94 L95 X95 CJ 902
L20 L21 M12 M14 L52 L82 LH1 LH2 L72
Les de metro:
,,,,
1. 1 2 3  «Línia 79 bus - Pl. Espanya / Av. Carrilet».   AutobusesBCN.
2. 1 2  «79 Pl. Espanya - Av. Carrilet».   TMB.
3. 1 2  «TMB 79 bus Horari de ruta i parades (Actualitzat)».   Moovit.